# Paya
Paya è un comune della Colombia facente parte del dipartimento di Boyacá.
Il centro abitato venne fondato da un gruppo di gesuiti nel 1600.